# فرانسیس اباسکال
فرانسیس اباسکال (انگلیسی: Francis Abascal؛ زادهٔ ۱۰ اکتبر ۱۹۶۶) بازیکن فوتبال اهل اسپانیا است.
از باشگاه‌هایی که در آن بازی کرده‌است می‌توان به باشگاه فوتبال کادیس و باشگاه فوتبال پومفرادینا اشاره کرد.